# Euglossa stellfeldi
Euglossa stellfeldi là một loài Hymenoptera trong họ Apidae. Loài này được Moure mô tả khoa học năm 1947.